# Општина Тиносу (Прахова)
Тиносу (рум. Tinosu) општина је у Румунији у округу Прахова.
Oпштина се налази на надморској висини од 117 m.